# Joe Kelly (roteirista)
Joseph "Joe" Kelly é um roteirista norte-americano conhecido por seu trabalho em Uncanny X-Men, Action Comics e Liga da Justiça e por ser parte do grupo de quadrinistas Man of Action, responsáveis pela criação das séries animada Ben 10 e Generator Rex.